# Бех Іван Дмитрович
Іва́н Дми́трович Бе́х — дійсний член Національної академії педагогічних наук України, доктор психологічних наук, професор, директор Інституту проблем виховання НАПН України, заслужений діяч науки і техніки України.

## Життєпис
Народився 9 жовтня 1940 р. в с. Олексіївці (тепер селище міського типу Вільча) Поліського району Київської області.
1947—1954 рр. — навчався в Олексіївській семирічній школі.
1954—1957 рр. — навчався в Поліській середній школі № 1.
1959—1964 рр. — навчався на педагогічному факультеті Київського державного педагогічного інституту імені М. Горького.
1964—1965 рр. — вчитель Нікольсько–Пустинської допоміжної школи–інтернату Києво–Святошинського району Київської області.
1965—1970 рр. — вихователь і вчитель Дарницького дитячого будинку м. Києва.
1970—1974 рр. — вихователь допоміжної школи–інтернату № 10 Дарницького району м. Києва.
1974 р. — видання першої статті «Формирование у школьников умений классификации как компонента способности к самообразованию», надрукованій у збірнику «Взаимосвязь школьного и внешкольного образования взрослых» (Л., 1974).
1974—1976 рр. — молодший науковий співробітник Київської лабораторії Науково–дослідного інституту загальної педагогіки і педагогічної психології Академії педагогічних наук СРСР.
1976—1977 рр. — молодший науковий співробітник лабораторії психології праці Науково–дослідного інституту психології УРСР.
1977—1978 рр. — молодший науковий співробітник лабораторії психології навчання Науково–дослідного інституту психології УРСР.
1978 р. — захист кандидатської дисертації на тему «Формування у школярів узагальнених способів розв'язання практичних завдань (на матеріалі ручної праці у 2–му класі)».
1978—1979 рр. — старший науковий співробітник лабораторії психології навчання Науково–дослідного інституту психології УРСР.
1979—1983 рр. — завідувач лабораторії психології трудового виховання Науково–дослідного інституту психології УРСР.
1983—1993 рр. — голова профспілкового комітету Науково–дослідного інституту психології УРСР.
1983—1991 рр. — завідувач лабораторії психології формування особистості молодшого школяра Науково–дослідного інституту психології УРСР.
1991—1993 рр. — провідний науковий співробітник відділу виховання і соціальної психології Інституту психології АПН України.
1993 р. — завідувач лабораторії психологічних основ розвитку довільності поведінки особистості Інституту психології АПН України.
1993—1996 рр. — заступник директора з наукової роботи Інституту дефектології АПН України.
1993—1998 рр. — голова об'єднаного профспілкового комітету Академії педагогічних наук України.
1995 р. — отримав звання професора.
1996—1998 рр. — директор–організатор Інституту проблем виховання АПН України.
1997 р. — член–кореспондент АПН України.
З 1998 р. — директор Інституту проблем виховання АПН України, голова спеціалізованої ученої ради в Інституті проблем виховання АПН України.
1999 р. — дійсний член АПН України.
2002 р. — присвоєно почесне звання «Заслужений діяч науки і техніки України».
2002—2005 рр. — голова науково–методичної комісії з фізичного виховання Міністерства освіти і науки України.
2003 р. — заступник голови редакційної колегії журналу «Світ виховання».

## Творчий доробок
Іван Дмитрович Бех — відомий український вчений, спеціаліст у сфері методології, теорії, технологій виховання. Його шлях до цих аспектів наукового знання визначився у першу чергу запитами широкої соціальної практики, проблемами освіти стосовно підвищення ефективності духовно–морального виховання і розвитку підростаючої особистості.
У центрі теоретичних й експериментальних досліджень І. Д. Беха була проблема створення педагогіки виховання, яка б ґрунтувалася на сучасних філософсько–гуманістичних ідеях існування людини, її прагненні до вищих смислів життя. Такий науково–світоглядний масштаб вимагав від вченого виходу за рамки традиційного педагогічного підходу і доцільного синтезу цілого ряду наукових дисциплін: педагогічної і соціальної психології, психології спілкування, емоцій і мотивації, педагогіки суб'єкт–суб'єктної взаємодії і вчинку.
Дослідженням І. Д. Беха з теорії виховання властиві наукова принциповість і фундаментальність, глибина теоретичного змісту і широта узагальнень. Учений розробив концептуальну схему, крізь призму якої аналізує духовно–моральний світ особистості в шкільному онтогенезі. Здійснив продуктивний синтез теорії культурно–історичного розвитку вищих психічних функцій, гуманістичної психології та педагогіки, теорії почуттів і на цій основі створив дієву теорію сходження особистості до духовно–моральної культури людства.
Експериментально–генетичний метод у становленні особистості дав дослідникові можливість запропонувати високоефективні технології виховання й розвитку суб'єкта, що ґрунтуються на принципах свідомості та самосвідомості.
Доля дитини, її виховання й розвиток є стрижнем не тільки наукових, а й життєвих, особистісних інтересів ученого.
Ним створено теорію особистісно-орієнтованого виховання, оригінальну концепцію правиловідповідної суб'єкт-суб'єктної взаємодії та концепцію вчинку.
І. Д. Бех є автором понад 647 наукових праць, підготував 31 доктора і більше 51 кандидата наук.
Під науковим керівництвам і консультуванням І. Д. Беха розгорнута науково-орієнтована освітня практика. На експериментальних майданчиках всеукраїнського рівня ведеться апробування інноваційних навчально-виховних моделей та відповідних розвивальних технологій, що дозволяє якісно удосконалювати сучасний повчально-виховний процес.

## Нагороди
Бех Іван Дмитрович нагороджений:
- Орденом «За заслуги» ІІ ступеня (2015)[1],
- Нагрудним знаком «Відмінник народної освіти» (1986);
- Почесною грамотою Міністерства у справах сім'ї, дітей та молоді (2004);
- Почесною грамотою МОН України (2005);
- Почесною грамотою Верховної Ради України (2005);
- Почесною грамотою Кабінету Міністрів України (2007);
- Нагрудним знаком МОН України «Василь Сухомлинський» (2007).

## Основні публікації
1. Бех І. Д. Про поєднання розумових і практичних дій в навчальній діяльності молодших школярів(на матеріалі ручної праці та природознавства) // Психологія: Республік. наук.-метод. зб. / М-во освіти УРСР. — К., 1976. — Вип. 15. — С. 77-84.
2. Бех І. Д. Формирование у школьников обобщенных способов решения практических задач (на материале ручного труда во 2 кл.): Автореф. дис… канд. психол. наук: 19.00.07 / НИИ психологии УССР. — К., 1977. — 25 с.
3. Бех І. Д. Важливий аспект психологічної підготовки дітей до праці // Почат. шк. — 1978. — № 3. — С. 19.
4. Бех І. Д. Формування узагальнених способів розв'язування задач з трудового навчання // Мислення в діяльності молодших школярів / За ред. Г. С. Костюка, Г. О. Балла. — 1981. — Розд. 6. — С. 113—134.
5. Бех І. Д. Деякі психологічні аспекти трудового виховання школярів // Рад. шк. — 1982. — № 2. — С. 23-27.
6. Бех І. Д. Психологічні особливості навчальної діяльності школярів // Почат. шк. — 1982. — № 4. — С. 53-57.
7. Бех І. Д. Праця — головний вихователь школярів: Психол. аспект труд. виховання мол. школярів. — К.: Т-во «Знання» УРСР, 1983. — 32 с. — (Сер. 7 «Педагогічна»; № 9). — Бібліогр.: с. 31-32.
8. Бех І. Д. Батькам про трудове виховання дітей у сім'ї / С. Д. Максименко, І. Д. Бех// Почат. шк. — 1984. — № 9. — С. 57-63.
9. Бех І. Д. Психологічні умови поєднання навчання і праці як фактор морального розвитку школярів // Рад. шк. — 1984. — № 11. — С. 23-26.
10. Бех І. Д. Психологічні особливості розвитку моральних властивостей особистості // Рад. шк. — 1987. — № 12. — С. 11-15.
11. Бех І. Д. Психологические основы нравственного развития личности: Автореф. дис… д-ра психол. наук: 19.00.07 / Киев. гос. пед. ин-т им. М. П. Драгоманова. — К., 1992. — 42 с. — Библиогр.: с. 39-42.
12. Бех І. Д. Психологічні основи застосування генетико-моделюючого методу у моральному вихованні особистості // Психологія: Республік. наук.-метод. зб. / Наук.-дослід. ін-т психології України. — К., 1992. — Вип. 38. — С. 11-19.
13. Бех І. Д. Психологічні умови ефективності виховної дії // Рід. шк. — 1992. — № 1. — С. 41-46.
14. Бех І. Д. Вивчення особистості молодшого школяра // Почат. шк. — 1993. — № 3. — С. 6-10.
15. Бех І. Д. Довільна поведінка школяра як мета виховання // Рід. шк. — 1993. — № 9. — С. 29-32.
16. Бех І. Д. Психологічний аналіз довільної поведінки особистості // Психологія: Наук.-метод. зб. / Ін-т систем. досліджень освіти. — К., 1993. — Вип. 41. — С. 3-10.
17. Бех І. Д. Відповідальність особистості як мета виховання // Почат. шк. — 1994. — № 9/10. — С. 4-8.
18. Бех І. Д. Концепція виховання особистості // Рад. шк. — 1991. — № 5. — С. 40-47.
19. Бех І. Д. Моральність особистості у психологічному ракурсі // Філософ. і соціол. думка. — 1994. — № 3/4. — С. 172—184.
20. Бех І. Д. Особистість народжується у сім'ї: [Основні вихов. цінності сім'ї] // Почат. шк. — 1994. — № 2. — С. 8-10.
21. Бех І. Д. Психологічна суть гуманізму у вихованні особистості // Педагогіка і психологія. — 1994. — № 3. — С. 3-12.
22. Бех І. Д. Від волі до особистості. — К.: Україна-Віта, 1995. — 202 с.
23. Бех І. Д. Гуманізм у вихованні підростаючої особистості // Рід. шк. — 1995. — № 9. — С. 23-25.
24. Бех І. Д. Теоретичні засади навчання і розвитку аномальних дітей // Педагогіка і психологія. — 1995. — № 4. — С. 147—155.
25. Бех І. Д. Особистісно зорієнтовані технології виховання // Психологія і педагогіка життєтворчості: [Наук.-метод. посіб.] / Ін-т змісту і методів навчання та ін. — К., 1996. — Ч. 1, розд. 2. — С. 283—298.
26. Бех І. Д. Проблема методів виховання в сучасній школі // Педагогіка і психологія. — 1996. — № 4. — С. 136—141.
27. Бех І. Д. Спадкові передумови розвитку особистості // Рід. шк. — 1996. — № 7. — С. 2-5.
28. Бех І. Д. Виховання в особистісному вимірі // Мистецтво життєтворчості особистості: У2 ч. — К., 1997. — Ч. 2: Життєтворчий потенціал нової школи, розд. 3. — С. 55-95.
29. Бех І. Д. Духовні цінності в розвитку особистості // Педагогіка і психологія. — 1997. — № 1. — С. 124—129.
30. Бех І. Д. Категорія «ставлення» в контексті розвитку образу «Я» особистості // Педагогіка і психологія. — 1997. — № 3. — С. 9-21.
31. Бех І. Д. Цінності як ядро особистості // Цінності освіти і виховання: Наук.-метод. зб. / За заг. ред. О. В. Сухомлинської та ін. — К., 1997. — С. 8-11.
32. Бех І. Д. Наукове розуміння особистості як основа ефективності виховного процесу // Почат. шк. — 1998. — № 1. — С. 2-6.
33. Бех І. Д. Образ «Я» як мета формування і розвитку особистості // Педагогіка і психологія. — 1998. — № 2. — С. 30-40.
34. Бех І. Д. Ядро особистості у фокусі виховання // Психологія на перетині тисячоліть: Зб. наук. пр. учасників П'ятих Костюків. читань. — К., 1998. — Т. 1. — С. 135—144.
35. Бех І. Д. Біля витоків сутності особистості // Шлях освіти. — 1999. — № 2. — с. 10-14.
36. Бех І. Д. Виховання підростаючої особистості на засадах нової методології // Педагогіка і психологія. — 1999. — № 3. –С. 5-14.
37. Бех І. Д. Науковий підхід — запорука виховного успіху педагога // Почат. шк. — 1999. — № 11. — С. 1-5.
38. Бех І. Д. Особистісно-зорієнтоване виховання: шляхи реалізації // Рід. шк. — 1999. — № 12. — С. 13-16.
39. Бех І. Д. Дві експериментально-виховні стратегії — два етапи розвитку педагогічної науки // Педагогіка і психологія. — 2000. — № 3. — С. 5-15.
40. Бех І. Д. Молодший школяр у виховному просторі міжособистісних взаємин // Почат. шк. — 2000. — № 5. — С. 1-3.
41. Бех І. Д. Формувати у дитини почуття цінності іншої людини // Педагогіка толерантності. — 2001. — № 2. — С. 16-23.
42. Бех І. Д. Інтеграція як освітня перспектива // Почат. шк. — 2002. — № 5. — С. 5-6.
43. Бех І. Д. Виховання особистості: У 2 кн. Кн. 1: Особистісно орієнтований підхід: теоретико-технологічні засади. — К.: Либідь, 2003. — 280 с.
44. Бех І. Д. Виховання особистості: У 2 кн. Кн. 2: Особистісно орієнтований підхід: науково-теоретичні засади. — К.: Либідь, 2003. — 344 с.
45. Бех І. Д. Організація правиловідповідного виховання // Освіта і упр. — 2003. — № 4. — С. 86-93.
46. Бех І. Д. Психологічний супровід особистісно орієнтованого виховання // Почат. шк. — 2003. — № 3. — С. 1-6.
47. Бех І. Д. Технологія інтимно-особистісного спілкування // Педагогіка і психологія. — 2003. — № 1. — С. 17-29.
48. Бех І. Д. Духовна енергія вчинку: [Наук.-метод. посіб.] / М-во освіти і науки України. Наук.-метод. центр та ін. — Рівне, 2004. — 43 с.
49. Бех І. Д. Вчинок у вихованні гуманістично спрямованої особистості // Світ виховання. — 2004. — № 1. — С. 9-15.
50. Бех І. Д. Зміст правиловідповідного виховання особистості // Пед. думка. — 2004. — № 4. — С. 3-13.
51. Бех І. Д. Інваріанти виховання особистості // Директор шк. — 2004. — Груд. (№ 45). — С. 16-20.
52. Бех І. Д. Концепція правиловідповідного виховання // Дошкіл. виховання. — 2004. — № 11. — С. 3-7.
53. Бех І. Д. Моральний розвиток особистості в історико-педагогічному осмисленні // Рід. шк. — 2004. — № 1. — С. 16-19.
54. Бех І. Д. Педагогіка успіху: виховні втрати та їх подолання // Педагогіка і психологія. — 2004. — № 4. — С. 5-15.
55. Бех І. Д. Почуття сердечності у виховній спадщині В. О. Сухомлинського // Світ виховання. — 2004. — № 3. — С. 21-23.
56. Бех І. Д. Почуття успіху у вихованні особистості // Почат. шк. — 2004. — № 12. — С. 1-3.
57. Бех І. Д. Почуття успіху у вихованні особистості // Почат. шк. — 2005. — № 1. — С. 3-4.
58. Бех І. Д. Психологічні резерви виховання особистості // Рід. шк. — 2005. — № 2. — С. 11-13.
59. Бех І. Д. Виховання особистості: Сходження до духовності. — К.: Либідь, 2006.
60. Бех І. Д. Програма патріотичного виховання дітей та учнівської молоді. — К.: Інститут проблем виховання АПН України, 2006.
61. Бех І. Д. Принципи інноваційної освіти // Освіта і управління. — 2005. — Т.8.
62. Бех І. Д. Педагогічне умовляння: концептуальні засади методу // Науковий вісник Миколаївського державного університет: Збірник наукових праць. Миколаїв: МДУ, 2007. — Випуск 15: Педагогічні науки. — С.40-54.
63. Бех І. Д. Поступ особистості до відданості чеснотам // Початкова школа. — 2007. — № 4. — С.7-11.
64. Бех І. Д. Життя як цінність у культурно-виховній інтерпретації В. О. Сухомлинського // Рідна школа. — 2007. — № 1. — С. 7-8.
65. Бех І. Д. Духовний розвиток особистості: поступ у незвідане // Педагогіка і психологія. — 2007. — № 1(54). — С. 5 — 27.
66. Бех І. Д. Метод педагогічного умовляння у вихованні особистості // Шкільний світ. — 2007. — № 34(402). — С. 2-8.
67. Бех І. Д. Виховний процес з глибинним психозануренням як інноваційний задум // Педагогіка і психологія. — 2007. — № 4 (57). — С. 5-20.
68. Бех І. Д. Національна ідея в становленні громадянина-патріота України (Програмно-виховний контекст). — К.: АПН України, Інститут проблем виховання, 2008. — 39 с.
69. Бех І. Д. Психомаяки у виховному процесі // Соціальний педагог. — 2008. № 5 (17). — С.10-22.
70. Бех І. Д. Виховний процес у силовому полі психоактиваторів // Світ виховання. — 2008. — № 2.
71. Бех І. Д. Сучасне виховання: інноваційні горизонти // Завуч. — № 22 (352). — 2008. — С. 4-33.
72. Бех І. Д. Естетика духовності В. О. Сухомлинського // Рідна школа. — 2008. № 9. — С.3-4.
73. Бех І. Д. Виховання особистості: підручник / Іван Дмитрович Бех. — К.: Либідь, 2008. — 848 с.
74. Бех І. Д. Психологічні джерела виховної майстерності [навчальний посібник] / Бех Іван Дмитрович. — К.: «Академвидав». — 2009. — 248 с.
75. Бех І. Д. Гідність як духовний геном особистості // Педагогіка і психологія. — 2009. — № 1(62). — С. 76-89.
76. Бех І. Д. Теоретико-прикладний сенс компетентного підходу у педагогіці // Виховання і культура. — 2009. — № 1-2 (17-18). — С.5-7.
77. Бех І. Д. Компетентнісний підхід у сучасній освіті // Педагогіка вищої школи: методологія, теорія, технологія. — К.: Генезис. — 2009. — с. 21-24.
78. Бех І. Д. Життя особистості у духовному діапазоні // Рідна школа. — 2009. — № 11 (959). — С. 7 — 17.
79. Бех І. Д. Правиловідповідне виховання технологічних надбаннях педагога // Класний керівник. — 2009. — № 23 (59). — С.2-22.
80. Бех І. Д. Життя особистості у духовному обрисі: науково-методичний посібник / Іван Дмитрович Бех. — Рівне: РДГУ, 2010. — 118 с.
81. Бех І. Д. Життя особистості як шлях до духовної далини // Педагогіка і психологія. — 2010. — № 3(68). — С. 15-32.
82. Бех І. Д. Совість: психологічна сутність та механізм виховання // Рідна школа. — 2011. — № 1-2 (973—974). — С. 3-7.
83. Бех І. Д. Життя особистості у просторі духовності // Початкова школа. — 2011. — № 2. — С. 4-6.
84. Бех І. Д. Виховні закони у благодійному житті особистості // Рідна школа. — 2011. — № 6. — С.39-42.
85. Бех І. Д. Я як джерело духовного саморозвитку особистості // Педагогіка і психологія. — 2011. — № 3(72). — С. 5-16.
86. Бех І. Д. Духовна безпечність- напруженість у вихованні та розвитку особистості / Естетика і етика педагогічної дії: зб. наук. пр. / Інститут педагогічної освіти і освіти дорослих НАПН України; Полтавський національний педагогічний університет імені В. Г. Короленка. — Випуск 1. — К., Полтава: ПНПУ імені В. Г. Короленка, 2011. — 59-68.
87. Бех І. Д. Рефлексія у духовному «Я» особистості // Рідна школа. — 2011. — № 8-9 (980—981). — С.9-14.
88. Бех І. Д. Я як джерело духовного саморозвитку особистості // Педагогіка і психологія. — 2011. — № 3 (72). — С. 5-16.
89. Бех І. Д. Особистість у просторі духовного розвитку: навч. посіб. / І. Д. Бех. — К.: Академвидав, 2012. — 256 с. — (Серія «Альма-матер»).
90. Бех І. Д. Психологія духовності В. О. Сухомлинського: спроба методологічної рефлексії // В. О. Сухомлинський у роздумах сучасних українських педагогів: монографія / упоряд.: О. В. Сухомлинська, О. Я. Савченко; авт..кол.: О. В. Сухомлинська, О. Я. Савченко, В. С. Курило, І. Д. Бех та ін. — Луганськ: Вид-во ДЗ «ЛНУ імені Тараса Шевченка», 2012. — С. 150—167.
91. Бех І. Д. Рефлексивно-експліцитний метод у вихованні особистості // Рідна школа. — 2012. — № 12. — С.3-7.
92. Бех І. Д. Духовно-ціннісне переживання навчального матеріалу: сутність та виховна роль // Педагогіка і психологія. — 2013. — № 1 (78). — С. 63-66.
93. Бех І. Д. Ідентифікація у вихованні особистості // Рідна школа. — 2013. — № 4-5. — С.20-25.
94. Бех І. Д. Виховний процес в осягнутих глибинах / І. Д. Бех // Шкільний світ: Спецвипуск «Виховний процес в осягнутих глибинах». — № 5 (685). — 2014. — С. 4–41.
95. Бех І. Д. Інноваційна виховна технологія: сутнісні положення і шляхи реалізації / І. Д. Бех // Педагогіка і психологія. — 2014. — № 1. — С. 12–17.
96. Бех І. Д. Феномен одухотворення навчального змісту як виховний засіб / І. Д. Бех // Педагогіка і психологія. — 2014. — № 2. — С. 47–51.
97. Бех І. Д. Гуманістична модель виховання / І. Д. Бех // Методист. — 2014. — № 6 (30). — С. 60–66.
98. Бех І. Д. Наголос — державницьке виховання / І. Д. Бех // Освіта. — 2014. — № 47 (5638). — С. 3.
99. Бех І. Д. Основы здоровья: учебник для 6-го кл. общеобразов. уч. зав. / И. Д. Бех, Т. В. Воронцова, В. С. Пономаренко, С. В. Страшко. — К.: Издательство «Алатон», 2014. — 200 с.
100. Бех І. Д. Програма українського патріотичного виховання дітей та учнівської молоді / І. Д. Бех, К. І. Чорна // Методист. — 2014. — № 11 (35). — С. 11–25.
101. Бех І. Д. Виховання як вища професійна майстерність педагога / І. Д. Бех // Новые технологии обучения. Науч.-метод.сб. / Институт инновационных технологий и содержания образования Министерства образования и науки Украины. — Киев, 2014. Вып. 81. — С. 24 –30.
102. Бех І. Д. Патріотизм: сучасні ознаки та орієнтири виховання / І. Д. Бех // Рідна школа. — 2015. — № 1-2 (1021—1022). — С. 3–6.
103. Бех І. Д. Дороговкази до духовності особистості / І. Д. Бех // «Якість неперервної освіти в умовах євроінтеграційних процесів: тенденції, проблеми, прогнози»: Матеріали міжнародної науково-практичної конференції — Чернівці, Друк ФОП Горюк, 2015. — C. 39–45.
104. Бех І. Д. Державницьке виховання як суспільно-освітній пріоритет / І. Д. Бех // Педагогіка і психологія. — 2015. — № 2 (87). — С. 14–17.
105. Бех І. Д. Вибрані наукові праці. Виховання особистості / І. Д. Бех // Вибрані наукові праці: у 2 тт.: Т.1/ Іван Дмитрович Бех. — Чернівці: Букрек, 2015. — 840 с. — (Серія «Школа майбутнього»).
106. Бех І. Д. Вибрані наукові праці. Виховання особистості. / І. Д. Бех // Вибрані наукові праці: у 2 тт.: Т.2 / Іван Дмитрович Бех. — Чернівці: Букрек, 2015. — 640 с. — (Серія «Школа майбутнього»).
107. Бех І. Д. Природа духовного у людини. Виховання довільної спонуки як засобу оволодіння вихованцем духовною цінністю / І. Д. Бех // Методист. — 2015. — № 11 (47). — С. 18–26.
108. Бех І. Д. Виховання особистості: Сходження до духовності. — К.: Либідь, 2006.
109. Бех І. Д. Програма патріотичного виховання дітей та учнівської молоді. — К.: Інститут проблем виховання АПН України, 2006.
110. Бех І. Д. Принципи інноваційної освіти // Освіта і управління. — 2005. — Т.8.
111. Бех І. Д. Педагогічне умовляння: концептуальні засади методу // Науковий вісник Миколаївського державного університет: Збірник наукових праць. Миколаїв: МДУ, 2007. — Випуск 15: Педагогічні науки. — С.40-54.
112. Бех І. Д. Поступ особистості до відданості чеснотам // Початкова школа. — 2007. — № 4. — С.7-11.
113. Бех І. Д. Життя як цінність у культурно-виховній інтерпретації В. О. Сухомлинського // Рідна школа. — 2007. — № 1. — С. 7-8.
114. Бех І. Д. Духовний розвиток особистості: поступ у незвідане // Педагогіка і психологія. — 2007. — № 1(54). — С. 5 — 27.
115. Бех І. Д. Метод педагогічного умовляння у вихованні особистості // Шкільний світ. — 2007. — № 34(402). — С. 2-8.
116. Бех І. Д. Виховний процес з глибинним психозануренням як інноваційний задум // Педагогіка і психологія. — 2007. — № 4 (57). — С. 5-20.
117. Бех І. Д. Національна ідея в становленні громадянина-патріота України (Програмно-виховний контекст). — К.: АПН України, Інститут проблем виховання, 2008. — 39 с.
118. Бех І. Д. Психомаяки у виховному процесі // Соціальний педагог. — 2008. № 5 (17). — С.10-22.
119. Бех І. Д. Виховний процес у силовому полі психоактиваторів // Світ виховання. — 2008. — № 2.
120. Бех І. Д. Сучасне виховання: інноваційні горизонти // Завуч. — № 22 (352). — 2008. — С. 4-33.
121. Бех І. Д. Естетика духовності В. О. Сухомлинського // Рідна школа. — 2008. № 9. — С.3-4.
122. Бех І. Д. Виховання особистості: підручник / Іван Дмитрович Бех. — К.: Либідь, 2008. — 848 с.
123. Бех І. Д. Психологічні джерела виховної майстерності [навчальний посібник] / Бех Іван Дмитрович. — К.: «Академвидав». — 2009. — 248 с.
124. Бех І. Д. Гідність як духовний геном особистості // Педагогіка і психологія. — 2009. — № 1(62). — С. 76-89.
125. Бех І. Д. Теоретико-прикладний сенс компетентного підходу у педагогіці // Виховання і культура. — 2009. — № 1-2 (17-18). — С.5-7.
126. Бех І. Д. Компетентнісний підхід у сучасній освіті // Педагогіка вищої школи: методологія, теорія, технологія. — К.: Генезис. — 2009. — с. 21-24.
127. Бех І. Д. Життя особистості у духовному діапазоні // Рідна школа. — 2009. — № 11 (959). — С. 7 — 17.
128. Бех І. Д. Правиловідповідне виховання технологічних надбаннях педагога // Класний керівник. — 2009. — № 23 (59). — С.2-22.
129. Бех І. Д. Життя особистості у духовному обрисі: науково-методичний посібник / Іван Дмитрович Бех. — Рівне: РДГУ, 2010. — 118 с.
130. Бех І. Д. Життя особистості як шлях до духовної далини // Педагогіка і психологія. — 2010. — № 3(68). — С. 15-32.
131. Бех І. Д. Совість: психологічна сутність та механізм виховання // Рідна школа. — 2011. — № 1-2 (973—974). — С. 3-7.
132. Бех І. Д. Життя особистості у просторі духовності // Початкова школа. — 2011. — № 2. — С. 4-6.
133. Бех І. Д. Виховні закони у благодійному житті особистості // Рідна школа. — 2011. — № 6. — С.39-42.
134. Бех І. Д. Я як джерело духовного саморозвитку особистості // Педагогіка і психологія. — 2011. — № 3(72). — С. 5-16.
135. Бех І. Д. Духовна безпечність- напруженість у вихованні та розвитку особистості / Естетика і етика педагогічної дії: зб. наук. пр. / Інститут педагогічної освіти і освіти дорослих НАПН України; Полтавський національний педагогічний університет імені В. Г. Короленка. — Випуск 1. — К., Полтава: ПНПУ імені В. Г. Короленка, 2011. — 59-68.
136. Бех І. Д. Рефлексія у духовному «Я» особистості // Рідна школа. — 2011. — № 8-9 (980—981). — С.9-14.
137. Бех І. Д. Я як джерело духовного саморозвитку особистості // Педагогіка і психологія. — 2011. — № 3 (72). — С. 5-16.
138. Бех І. Д. Особистість у просторі духовного розвитку: навч. посіб. / І. Д. Бех. — К.: Академвидав, 2012. — 256 с. — (Серія «Альма-матер»).
139. Бех І. Д. Психологія духовності В. О. Сухомлинського: спроба методологічної рефлексії // В. О. Сухомлинський у роздумах сучасних українських педагогів: монографія / упоряд.: О. В. Сухомлинська, О. Я. Савченко; авт..кол.: О. В. Сухомлинська, О. Я. Савченко, В. С. Курило, І. Д. Бех та ін. — Луганськ: Вид-во ДЗ «ЛНУ імені Тараса Шевченка», 2012. — С. 150—167.
140. Бех І. Д. Рефлексивно-експліцитний метод у вихованні особистості // Рідна школа. — 2012. — № 12. — С.3-7.
141. Бех І. Д. Духовно-ціннісне переживання навчального матеріалу: сутність та виховна роль // Педагогіка і психологія. — 2013. — № 1 (78). — С. 63-66.
142. Бех І. Д. Ідентифікація у вихованні особистості // Рідна школа. — 2013. — № 4-5. — С.20-25.
143. Бех І. Д. Виховний процес в осягнутих глибинах / І. Д. Бех // Шкільний світ: Спецвипуск «Виховний процес в осягнутих глибинах». — № 5 (685). — 2014. — С. 4–41.
144. Бех І. Д. Інноваційна виховна технологія: сутнісні положення і шляхи реалізації / І. Д. Бех // Педагогіка і психологія. — 2014. — № 1. — С. 12–17.
145. Бех І. Д. Феномен одухотворення навчального змісту як виховний засіб / І. Д. Бех // Педагогіка і психологія. — 2014. — № 2. — С. 47–51.
146. Бех І. Д. Гуманістична модель виховання / І. Д. Бех // Методист. — 2014. — № 6 (30). — С. 60–66.
147. Бех І. Д. Наголос — державницьке виховання / І. Д. Бех // Освіта. — 2014. — № 47 (5638). — С. 3.
148. Бех І. Д. Основы здоровья: учебник для 6-го кл. общеобразов. уч. зав. / И. Д. Бех, Т. В. Воронцова, В. С. Пономаренко, С. В. Страшко. — К.: Издательство «Алатон», 2014. — 200 с.
149. Бех І. Д. Програма українського патріотичного виховання дітей та учнівської молоді / І. Д. Бех, К. І. Чорна // Методист. — 2014. — № 11 (35). — С. 11–25.
150. Бех І. Д. Виховання як вища професійна майстерність педагога / І. Д. Бех // Новые технологии обучения. Науч.-метод.сб. / Институт инновационных технологий и содержания образования Министерства образования и науки Украины. — Киев, 2014. Вып. 81. — С. 24 –30.
151. Бех І. Д. Патріотизм: сучасні ознаки та орієнтири виховання / І. Д. Бех // Рідна школа. — 2015. — № 1-2 (1021—1022). — С. 3–6.
152. Бех І. Д. Дороговкази до духовності особистості / І. Д. Бех // «Якість неперервної освіти в умовах євроінтеграційних процесів: тенденції, проблеми, прогнози»: Матеріали міжнародної науково-практичної конференції — Чернівці, Друк ФОП Горюк, 2015. — C. 39–45.
153. Бех І. Д. Державницьке виховання як суспільно-освітній пріоритет / І. Д. Бех // Педагогіка і психологія. — 2015. — № 2 (87). — С. 14–17.
154. Бех І. Д. Вибрані наукові праці. Виховання особистості / І. Д. Бех // Вибрані наукові праці: у 2 тт.: Т.1/ Іван Дмитрович Бех. — Чернівці: Букрек, 2015. — 840 с. — (Серія «Школа майбутнього»).
155. Бех І. Д. Вибрані наукові праці. Виховання особистості. / І. Д. Бех // Вибрані наукові праці: у 2 тт.: Т.2 / Іван Дмитрович Бех. — Чернівці: Букрек, 2015. — 640 с. — (Серія «Школа майбутнього»).
156. Бех І. Д. Природа духовного у людини. Виховання довільної спонуки як засобу оволодіння вихованцем духовною цінністю / І. Д. Бех // Методист. — 2015. — № 11 (47). — С. 18–26.